# Djoekakreek

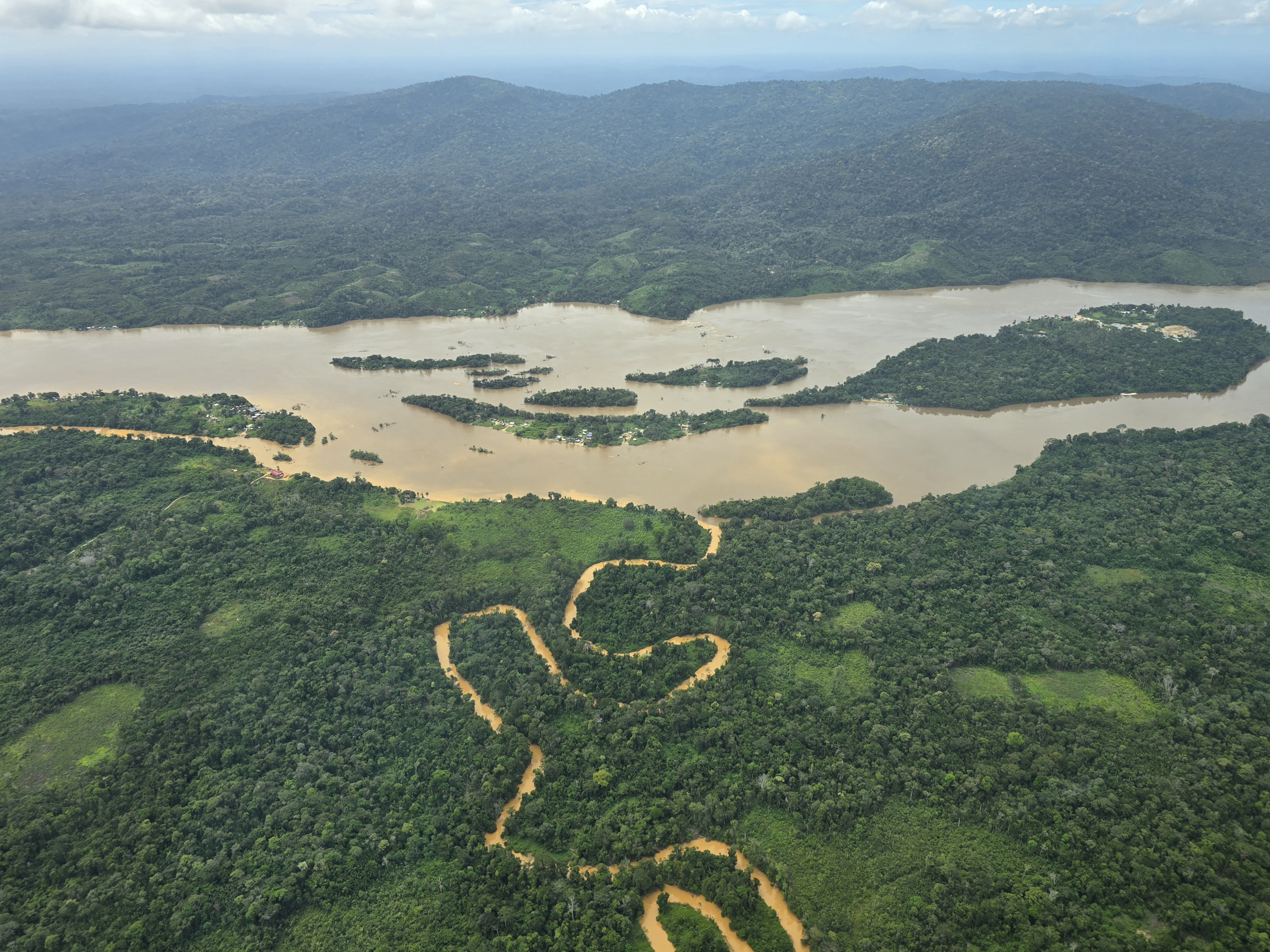
Monding Djoekakreek in 2025

Djoekakreek, ook Mama Ndyuka kreek of Joeka kreek, is een zijrivier van de Marowijne in Suriname. De monding ligt stroomafwaarts ten opzichte van Gakaba en Gakaba Airstrip en de kreek ontspringt in het Lelygebergte en naar het noordoosten stroomt. De kreek ontleent haar naam aan de Aukaners (Ndyuka), een van de Marronstammen van Suriname, die daar hun oorsprong traceren.
Op de kaart die J. Polak in 1908 publiceerde in zijn rapport over de mogelijkheden voor goudwinning in de Guyana's is de kreek aangeduid als Joekakreek.